# Dirk (Messer)

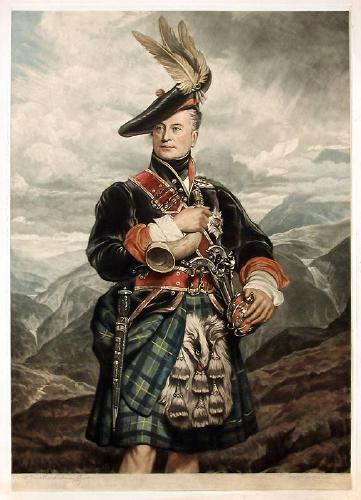
Darstellung von George Gordon, 5. Duke of Gordon, 8. Marquess of Huntly (1770–1836) in formellem Highland dress, inklusive der modernen Form des Schottischen Dirk (ca. 1820).

Dirk stammt aus dem schottischen Sprachgebrauch und bezeichnet einen langen Dolch; manchmal auch eine kurze Klinge auf einem Dolchgriff im Gegensatz zu einem Messergriff. Die Schreibweise dirk stammt aus dem 18. Jahrhundert; im 17. Jahrhundert wurde es dork oder durk geschrieben, möglicherweise eine Entlehnung  des niederdeutschen Dulk oder Dolk.
Der schottische dirk entwickelt sich im Laufe des 16. und 17. Jahrhunderts aus dem spätmittelalterlichen Nieren- oder Scheibendolch. Die traditionelle Form war populär als Teil der militärischen Ausrüstung im 18. Jahrhundert. Die Verwendung als Accessoire des formellen Highland dress mit Kilt ist eine Entwicklung des 19. Jahrhunderts. 
Im Gegensatz zum eingedeutschten „Dirk“ hat das englische Wort dirk eine weitere Bedeutung: Es bezeichnet auch Dolche als Bestandteil von Paradeuniformen, insbesondere von Flottenoffizieren. In den USA wird der Begriff dirk in den sogenannten knife laws verschiedener Staaten genutzt. Normalerweise bezeichnet er ein zweischneidiges Messer, aber auch das kann von Bundesstaat zu Bundesstaat variieren.